# Liste der Vereine der Süper Lig
Aufgeführt sind alle Vereine, die jemals in der Süper Lig oder in der TFF 1. Lig gespielt haben. Zur besseren Übersicht ist die Liste in acht Tabellen aufgeteilt (siehe Inhaltsverzeichnis).

## Hinweise zu den Tabellen
Bei Vereinen, die nicht mehr in der Süper Lig oder TFF 1. Lig spielen, sind die aktuelle Ligazugehörigkeit und die Ebene der betreffenden Liga angegeben. Bei Vereinen, die nicht mehr existieren, ist in der Regel das Jahr der Auflösung angegeben. Nähere Informationen zu Nachfolgevereinen sind auf der Seite des jeweiligen Vereins zu finden. Bei Vereinen, die mittlerweile unter einem anderen Namen spielen oder aus einem Zusammenschluss zweier Vereine oder Fußballabteilungen hervorgingen, ist der aktuelle Vereinsname angegeben.
Die Unterteilung in die unten aufgeführten sechs Tabellen erfolgte lediglich zur besseren Lesbarkeit. Dabei soll ein Verein aus Platzgründen jedoch nur in einer der Tabellen aufgeführt werden, auch wenn er laut Tabellenbezeichnung in mehreren vorkommen müsste.
Bei den aktuellen Vereinen der Süper Lig und der TFF 1. Lig ist die aktuelle Saison in der Zahl der Gesamtjahre bereits enthalten.

## Aktuelle Vereine der Süper Lig
| Verein                                      | Jahre in der Süper Lig | Jahre in der Süper Lig                                                                 | Jahre in der TFF 1. Lig | Jahre in der TFF 1. Lig                                                                     |
| ------------------------------------------- | ---------------------- | -------------------------------------------------------------------------------------- | ----------------------- | ------------------------------------------------------------------------------------------- |
| Adana Demirspor                             | 20                     | 1960/61, 1973–1984, 1987–1990, 1991/92, 1994/95, seit 2021                             | 30                      | 1961–1973, 1984–1987, 1990/91, 1992–1994, 1995–1999, 2002–2004, 2012–2021                   |
| Alanyaspor                                  | 8                      | seit 2016                                                                              | 10                      | 1989–1997, 2014–2016                                                                        |
| Antalyaspor                                 | 28                     | 1982–1985, 1986/87, 1994–2002, 2006/07, 2008–2014, seit 2015                           | 30                      | 1966–1982, 1985/86, 1987–1994, 2002–2006, 2007/08, 2014/15                                  |
| Beşiktaş Istanbul                           | 66                     | seit 1959                                                                              | –                       |                                                                                             |
| Bodrum FK                                   | 1                      | seit 2024                                                                              | 2                       | 2022–2024                                                                                   |
| Çaykur Rizespor                             | 22                     | 1979–1981, 1985–1989, 2000–2002, 2003–2008, 2013–2017, 2018–2022, sei 2023             | 27                      | 1974–1979, 1981–1985, 1989–1993, 1994–2000, 2002/03, 2008–2013, 2017/18, 2022/23            |
| Eyüpspor                                    | 1                      | seit 2024                                                                              | 11                      | 1982/83, 1987–1994, 2021–2024                                                               |
| Fenerbahçe Istanbul                         | 66                     | seit 1959                                                                              | –                       |                                                                                             |
| Galatasaray Istanbul                        | 66                     | seit 1959                                                                              | –                       |                                                                                             |
| Gaziantep FK                                | 5                      | seit 2019                                                                              | 18                      | 1997–2001, 2005–2019                                                                        |
| Göztepe Izmir                               | 30                     | 1959–1977, 1978–1980, 1981/82, 1999/00, 2001–2003, 2017–2022, seit 2024                | 27                      | 1977/78, 1980/81, 1982–1999, 2000/01, 2003/04, 2011–2013, 2015–2017, 2022–204               |
| Hatayspor                                   | 4                      | seit 2020                                                                              | 22                      | 1970–1976, 1980–1983, 1990–1992, 1993–2002, 2018–2020                                       |
| Istanbul Başakşehir FK bis 2014 Istanbul BB | 16                     | 2007–2013, seit 2014                                                                   | 13                      | 1993/94, 1996–2007, 2013/14                                                                 |
| Kasımpaşa Istanbul                          | 21                     | 1959–1964, 2007/08, 2009–2011, seit 2012                                               | 13                      | 1964–1968, 1989–1992, 1997–2000, 2006/07, 2008/09, 2011/12                                  |
| Kayserispor                                 | 23                     | 1973–1975, 1979/80, 1985/86, 1992–1996, 1997/98, 2004–2014, seit 2015                  | 28                      | 1966–1973, 1975–1979, 1980–1985, 1986–1989, 1991/92, 1996/97, 1998–2004, 2014/15            |
| Konyaspor                                   | 23                     | 1988–1993, 1985–1989, 2003–2009, 2010/11, seit 2013                                    | 33                      | 1965–1969, 1971–1979, 1980–1988, 1993–2003, 2009/10, 2011–2013                              |
| Samsunspor                                  | 31                     | 1969–1975, 1976–1979, 1982–1983, 1985–1990, 1991–1992, 1993–2006, 2011–2012, seit 2023 | 27                      | 1965–1969, 1975/76, 1979–1982, 1983–1985, 1990/91, 1992/93, 2006–2011, 2012–2018, 2020–2023 |
| Sivasspor                                   | 19                     | 2005–2016, seit 2017                                                                   | 25                      | 1967–1983, 1984–1986, 1999–2005 2016/17                                                     |
| Trabzonspor                                 | 50                     | seit 1974                                                                              | 8                       | 1966–1974                                                                                   |

## Aktuelle Vereine der TFF 1. Lig
| Verein                                                  | Jahre in der Süper Lig | Jahre in der Süper Lig                                         | Jahre in der TFF 1. Lig | Jahre in der TFF 1. Lig                                                          |
| ------------------------------------------------------- | ---------------------- | -------------------------------------------------------------- | ----------------------- | -------------------------------------------------------------------------------- |
| Adanaspor                                               | 22                     | 1971–1984, 1988–1991, 1998–2001, 2002–2004, 2016/17            | 33                      | 1966–1971, 1984–1988, 1991–1998, 2001/02, 2004/05, 2008–2016, seit 2017          |
| Amed SK                                                 | –                      |                                                                | 1                       | seit 2024                                                                        |
| Ankara Keçiörengücü                                     | 7                      | 1959–1960, 1962–1968                                           | 13                      | 1968–1971, 1989–1993, 1997/98, seit 2019                                         |
| Bandırmaspor                                            | –                      |                                                                | 31                      | 1965–1974, 1975–1987, 1989–1993, 2016/17, seit 2020                              |
| Boluspor                                                | 20                     | 1970–1979, 1980–1985, 1986–1992                                | 30                      | 1966–1970, 1979/80, 1985/86, 1992–1996, 1998–2001, Seit 2007                     |
| Çorum FK                                                | –                      |                                                                | 2                       | seit 2023                                                                        |
| Erzurumspor FK bis 2022 Büyükşehir Belediye Erzurumspor | 2                      | 2018/19, 2020/21                                               | 5                       | 2016–2018, 2019/20, seit 2021                                                    |
| Esenler Erokspor                                        | –                      |                                                                | 1                       | seit 2024                                                                        |
| Fatih Karagümrük SK                                     | 10                     | 1959–1963, 1983/84, 2020–2024                                  | 19                      | 1963–1969, 1980–1993, 1984–1988, 1989–1992, 2004/05, 2019/20, seit 2024          |
| Gençlerbirliği Ankara                                   | 48                     | 1959–1970, 1983–1988, 1989–2018, 2019–2021                     | 17                      | 1970–1979, 1980–1983, 1988/89, 2018/19, seit 2021                                |
| Iğdır FK                                                | –                      |                                                                | 1                       | seit 2024                                                                        |
| İstanbulspor                                            | 25                     | 1959–1967, 1968–1972, 1995–2005, 2022–2024                     | 19                      | 1967/68, 1972–1979, 1981–1984, 1992–1995, 2005–2008, 2017–2022, seit 2024        |
| Kocaelispor                                             | 20                     | 1980–1988, 1992–2003, 2008/09                                  | 26                      | 1966–1980, 1988–1992, 2003–2008, 2009/10, 2021/22, seit 2023                     |
| Manisa FK                                               | –                      |                                                                | 3                       | seit 2021                                                                        |
| MKE Ankaragücü                                          | 52                     | 1959–1968, 1969–1976, 1977/78, 1981–2012, 2018–2021, 2022–2024 | 9                       | 1968/69, 1976/77, 1978–1981, 2012/13, 2017/18, 2021/22, seit 2024                |
| Pendikspor                                              | 1                      | 2023/24                                                        | 4                       | 1998–2000, 2022/23, seit 2024                                                    |
| Sakaryaspor                                             | 11                     | 1981–1986, 1987–1990, 1998/99, 2004/05, 2006/07                | 36                      | 1965–1981, 1986/87, 1990–1998, 1999–2004, 2005/06, 2007–2009, 2011/12, seit 2022 |
| Şanlıurfaspor                                           | –                      |                                                                | 21                      | 1977–1985, 1989/90, 1995–2001, 2012–2017, seit 2023                              |
| Ümraniyespor                                            | 1                      | 2022/23                                                        | 5                       | 2016–2022 seit 2023                                                              |
| Yeni Malatyaspor bis 2012 Malatya Belediyespor          | 5                      | 2017–2022                                                      | 3                       | 1999/00, 2015–2017, seit 2022                                                    |

## Ehemalige Mitglieder der Süper Lig
(aufgeführt sind hier nur Vereine, die nicht in einer der oberen Tabellen aufgeführt sind)
| Verein                                        | Jahre in der Süper Lig | Jahre in der Süper Lig                                       | Jahre in der TFF 1. Lig | Jahre in der TFF 1. Lig                                                                           | aktuelle Liga              | Ebene          |
| --------------------------------------------- | ---------------------- | ------------------------------------------------------------ | ----------------------- | ------------------------------------------------------------------------------------------------- | -------------------------- | -------------- |
| Akçaabat Sebatspor                            | 2                      | 2003–2005                                                    | 19                      | 1978–1991, 1992/93, 2000–2003, 2005–2007                                                          | 2018 aufgelöst             | 2018 aufgelöst |
| Akhisarspor                                   | 7                      | 2012–2019                                                    | 4                       | 2010–2012, 2019–2021                                                                              | BAL                        | 5              |
| Alibeyköyspor bis 1971 Adalet SK              | 1                      | 195/1960                                                     | 5                       | 1980–1985                                                                                         | BAL                        | 5              |
| Altay İzmir                                   | 41                     | 1959–1983, 1984–1990, 1991–2000, 2002/03, 2021/22            | 17                      | 1983/84, 1990/91, 2000–2002, 2003–2011, 2018–2021, 2022–2024                                      | TFF 2. Lig                 | 3              |
| Altınordu Izmir                               | 10                     | 1959–1965, 1966–1970                                         | 31                      | 1965/66, 1970–1978, 1979–1992, 2014–2023                                                          | TFF 2. Lig                 | 3              |
| Ankara Demirspor                              | 12                     | 1959–1971                                                    | 15                      | 1971–1983, 1996–1999                                                                              | TFF 2. Lig                 | 3              |
| Ankara Şekerspor                              | 10                     | 1959–1963, 1964–1966, 1967–1969, 1972/73, 1997/98            | 32                      | 1963/64, 1966/67, 1969–1972, 1973–1992, 1994–1997, 1998–2003                                      | 2016 aufgelöst             | 2016 aufgelöst |
| Ankaraspor von 2014 bis 2020 Osmanlıspor      | 9                      | 2004–2010, 2015–2018                                         | 12                      | 1997–2004, 2013–2015, 2018–2021                                                                   | TFF 2. Lig                 | 3              |
| Aydınspor                                     | 3                      | 1990–1993                                                    | 32                      | 1966–1984, 1985–1990, 1993–2002                                                                   | Aydın Süper Amatör Lig     | 6              |
| Bakırköyspor                                  | 3                      | 1990–1993                                                    | 13                      | 1985–1990, 1993–2001                                                                              | Istanbul Süper Amatör Lig  | 6              |
| Balıkesirspor                                 | 2                      | 1975/76, 2014/15                                             | 31                      | 1967–1975, 1976–1986, 1992–1997, 2013/14, 2015–2022                                               | TFF 3. Lig                 | 4              |
| Beykozspor                                    | 7                      | 1959–1968                                                    | 21                      | 1966–1971, 1972–1979, 1980–1984, 1986–1991                                                        | Istanbul Süper Amatör Lig  | 6              |
| Beyoğluspor                                   | 2                      | 1962–1964                                                    | 2                       | 1962–1964                                                                                         | nicht bekannt              | nicht bekannt  |
| Bucaspor                                      | 1                      | 2010/11                                                      | 16                      | 1990–2001, 2009–2010, 2011–2015                                                                   | 2020 aufgelöst             | 2020 aufgelöst |
| Bursaspor                                     | 50                     | 1967–2004, 2007–2019                                         | 8                       | 1963–67, 2004–2006, 2019–2022                                                                     | TFF 3. Lig                 | 4              |
| Çanakkale Dardanelspor bis 1991 Çanakkalespor | 3                      | 1996–1999                                                    | 13                      | 1982/83, 1986/87, 1993–1996, 1999–2006, 2009/10                                                   | Çanakkale Süper Amatör Lig | 6              |
| Denizlispor                                   | 21                     | 1983–1988, 1994–1997, 1999–2010, 2019–2021                   | 34                      | 1966–1983, 1988–1994, 1997–1999, 2010–2019, 2021–2023                                             | TFF 3. Lig                 | 4              |
| Diyarbakırspor                                | 11                     | 1977–1980, 1981/82, 1986/87, 2001–2006, 2009/10              | 24                      | 1976/77, 1980/81, 1982–1986, 1987–2001, 2006–2009, 2010/11                                        | BAL                        | 5              |
| Elazığspor                                    | 4                      | 2002–2004, 2012–2014                                         | 29                      | 1975–1982, 1983–1985, 1986/87, 1990–1992, 1995–2002, 2004–2008, 2011/12, 2014–2019                | TFF 2. Lig                 | 3              |
| Erzurumspor                                   | 3                      | 1998–2001                                                    | 22                      | 1973/74, 1979–1998, 2001–2003                                                                     | 2015 aufgelöst             | 2015 aufgelöst |
| Eskişehirspor                                 | 30                     | 1966–1982, 1984–1989, 1995–1996, 2008–2015                   | 20                      | 1965/66, 1982–1984, 1989–1992, 1993–1995, 1996–1999, 2006–2008, 2016–2021                         | BAL                        | 5              |
| Fenerspor bis 2011 Zonguldakspor              | 14                     | 1974–1988                                                    | 16                      | 1966–1974, 1988/89, 1992–1999                                                                     | nicht bekannt              | nicht bekannt  |
| Feriköy SK                                    | 9                      | 1959–1968                                                    | 6                       | 1968–1973, 1982/83                                                                                | BAL                        | 5              |
| Gaziantepspor                                 | 32                     | 1979–1983, 1990–2017                                         | 15                      | 1972–1979, 1983–1990, 2017/18                                                                     | 2020 aufgelöst             | 2020 aufgelöst |
| Giresunspor                                   | 8                      | 1971–1977, 2021–2023                                         | 33                      | 1967–1971, 1977–1978, 1979–1986, 1988–1991, 1993–1995, 1997–2000, 2007–2012, 2014–2021, 2023/24   | TFF 2. Lig                 | 3              |
| Hacettepe SK bis 2008 Gençlerbirliği OFTAŞ    | 2                      | 2007–2009                                                    | 4                       | 1999–2001, 2006/07, 2009/10                                                                       | Ankara Süper Amatör Lig    | 6              |
| İzmirspor                                     | 9                      | 1959–1967, 1968/69                                           | 22                      | 1967/68, 1969–1972, 1980–1988, 1989–1993, 1998–2004                                               | BAL                        | 5              |
| Kahramanmaraşspor                             | 1                      | 1988/89                                                      | 11                      | 1984–1988, 1994–1996, 2008/09, 2013/14                                                            | TFF 3. Lig                 | 4              |
| Kardemir Karabükspor                          | 10                     | 1993/94, 1997–1999, 2010–2015, 2016–2018                     | 28                      | 1972/73, 1974–1983, 1984–1993, 1994–1997, 1999–2001, 2008–2010, 2015/16, 2018–2019                | BAL                        | 5              |
| Karşıyaka SK                                  | 16                     | 1959–1964, 1966/67, 1970–1972, 1987–1991, 1992–1994, 1995/96 | 33                      | 1964–1966, 1967–1970, 1972–1973, 1980–1987, 1991–1992, 1994–1995, 1996–2001, 2003–2016            | TFF 3. Lig                 | 4              |
| Kayseri Erciyesspor                           | 4                      | 2005–2007, 2013–2015                                         | 11                      | 1999–2002, 2003–2005, 2007–2013, 2015/16                                                          | 2018 aufgelöst             | 2018 aufgelöst |
| Malatyaspor                                   | 11                     | 1984–1990, 2001–2006                                         | 23                      | 1967–1968, 1973–1977, 1980–1984, 1990–2001, 2006–2009                                             | BAL                        | 5              |
| Manisaspor                                    | 6                      | 2005–2008, 2009–2012                                         | 30                      | 1964–1978, 1980–1983, 1985–1986, 1992–1993, 1994–1995, 2002–2005, 2008–2009, 2012–2015, 2016–2018 | Manisa Süper Amatör Lig    | 6              |
| Mersin İdman Yurdu                            | 15                     | 1967–1974, 1976–1978, 1980/81, 1982/83, 2011–2013, 2014–2016 | 35                      | 1963–1967, 1974–1976, 1978–1980, 1981/82, 1983–2001, 2002–2006, 2009–2011, 2013/14, 2016/17       | 2019 aufgelöst             | 2019 aufgelöst |
| MKE Kırıkkalespor                             | 1                      | 1978/79                                                      | 17                      | 1974–1978, 1979–1988, 1998–2001                                                                   | BAL                        | 5              |
| Orduspor                                      | 11                     | 1975–1981, 1983–1986, 2011–2013                              | 31                      | 1967–1975, 1981–1983, 1986–1996, 1997–2000, 2005–2011, 2013–2015                                  | Ordu Amatör Lig            | 7              |
| Petrol Ofisi SK                               | 1                      | 1994/95                                                      | 19                      | 1964–1968, 1981–1994, 1995/96, 1998/99                                                            | 2010 aufgelöst             | 2010 aufgelöst |
| Sarıyer SK                                    | 13                     | 1982–1994, 1996/97                                           | 24                      | 1963–1969, 1971–1982, 1994–1996, 1997–2001, 2004/05                                               | TFF 2. Lig                 | 3              |
| Siirtspor                                     | 1                      | 2000/01                                                      | 15                      | 1985–1998, 1999/00, 2001/02                                                                       | nicht bekannt              | nicht bekannt  |
| Türk Telekomspor                              | 12                     | 1960–1971, 1972/73                                           | 21                      | 1971/72, 1973/74, 1983–1994, 1995–1998, 2000/01, 2003–2007                                        | 2011 aufgelöst             | 2011 aufgelöst |
| Vanspor                                       | 5                      | 1994–1998, 1999–2000                                         | 13                      | 1983–1994, 1998–1999, 2000–2001                                                                   | 2003 aufgelöst             | 2003 aufgelöst |
| Vefa Istanbul                                 | 13                     | 1959–1963, 1965–1974                                         | 15                      | 1963–1965, 1974–1987                                                                              | BAL                        | 5              |
| Yeşildirek SK                                 | 2                      | 1961–1963                                                    | 2                       | 1963–1965                                                                                         | Istanbul Amatör Lig        | 7              |
| Yozgatspor                                    | 2                      | 2000–2002                                                    | 11                      | 1992–1994, 1995–2000, 2002–2006                                                                   | 2015 aufgelöst             |                |
| Zeytinburnuspor                               | 5                      | 1989–1991, 1993–1995, 1996–1997                              | 8                       | 1987–1989, 1991–1993, 1995–1997, 1997–2000                                                        | Istanbul Amatör Lig        | 7              |

## Ehemalige Mitglieder der eingleisigen TFF 1. Lig (1963/64–1964/65)
(aufgeführt sind hier nur Vereine, die nicht in einer der oberen Tabellen aufgeführt sind)
| Verein           | Jahre in der TFF 1. Lig | Jahre in der TFF 1. Lig | aktuelle Liga          | Ebene |
| ---------------- | ----------------------- | ----------------------- | ---------------------- | ----- |
| Altındağspor     | 5                       | 1963–1968               | İzmir 2. Amatör Lig    | 8     |
| Ankara Güneşspor | 9                       | 1963–1972               | Ankara Amatör Lig      | 7     |
| Beylerbeyi SK    | 8                       | 1963–1969, 1981–1983    | İstanbul 1. Amatör Lig | 6     |
| İzmir Demirspor  | 1                       | 1963/64                 | İzmir Süper Amatör Lig | 6     |
| Ülküspor         | 7                       | 1963–1970               | İzmir Amatör Lig       | 7     |

## Ehemalige Mitglieder der zweigleisigen TFF 1. Lig (1965/66–1979/80)
(aufgeführt sind hier nur Vereine, die nicht in einer der oberen Tabellen aufgeführt sind)
| Verein                                         | Jahre in der TFF 1. Lig | Jahre in der TFF 1. Lig                         | aktuelle Liga               | Ebene                     |
| ---------------------------------------------- | ----------------------- | ----------------------------------------------- | --------------------------- | ------------------------- |
| Afyonkarahisarspor                             | 6                       | 1967–1973                                       | 2013 aufgelöst              | 2013 aufgelöst            |
| Belediye Kütahyaspor bis 2019 Kütahyaspor      | 21                      | 1966–1976, 1980–1985, 1987–1991, 1992–1994      | TFF 3. Lig                  | 4                         |
| Çorumspor                                      | 10                      | 1974–1977, 1980–1982, 1993–1998                 | Çorum Amatör Lig            | 7                         |
| Davutpaşa SK                                   | 3                       | 1966/67, 1981–1983                              | İstanbul Amatör Lig         | 7                         |
| Düzcespor                                      | 20                      | 1968–1970, 1977–1989, 1994–1998, 1999–2001      | TFF 3. Lig                  | 4                         |
| Edirnespor                                     | 20                      | 1966–1969, 1978–1990, 1994–1999                 | TFF 3. Lig                  | 4                         |
| Eskişehir Demirspor                            | 10                      | 1973–1983                                       | BAL                         | 5                         |
| Galata SK                                      | 9                       | 1966–1971, 1982–1986                            | BAL                         | 5                         |
| İskenderunspor                                 | 20                      | 1971–1978, 1980–1990, 1991–1993, 1996/97        | 2006 aufgelöst              | 2006 aufgelöst            |
| Ispartaspor                                    | 16                      | 1976–1984, 1987–1990, 1991–1995, 2000/01        | 2014 aufgelöst              | 2014 aufgelöst            |
| Kastamonuspor                                  | 2                       | 1967–1969                                       | 2014 aufgelöst              | 2014 aufgelöst            |
| Konya İdman Yurdu                              | 10                      | 1971–1981                                       | 1981 Fusion mit Konyaspor   | 1981 Fusion mit Konyaspor |
| Lüleburgazspor                                 | 10                      | 1972–1974, 1979–1986, 1995/96                   | Kırklareli Süper Amatör Lig | 6                         |
| Nazillispor                                    | 2                       | 1969–1971                                       | 1975 aufgelöst              | 1975 aufgelöst            |
| Taksim SK                                      | 1                       | 1967/68                                         | İstanbul Amatör Lig         | 7                         |
| Tarsus İdman Yurdu                             | 14                      | 1969–1972, 1980–1983, 1984–1988, 1991–1995      | BAL                         | 5                         |
| Tekirdağspor                                   | 9                       | 1977–1986                                       | BAL                         | 5                         |
| Tirespor                                       | 10                      | 1973–1983                                       | 2014 aufgelöst              | 2014 aufgelöst            |
| Turgutluspor bis 1984 Toprakspor und Tukaşspor | 13                      | 1965–1972, 1993–1998, 2000/01                   | TFF 3. Lig                  | 3                         |
| Uşakspor                                       | 10                      | 1967/68, 1970–1975, 1982/83, 1987/88, 2005–2007 | 2010 aufgelöst              | 2010 aufgelöst            |

## Ehemalige Mitglieder der drei- und viergleisigen TFF 1. Lig (1980/81–1991/92)
(aufgeführt sind hier nur Vereine, die nicht in einer der oberen Tabellen aufgeführt sind)
| Verein                                        | Jahre in der TFF 1. Lig | Jahre in der TFF 1. Lig         | aktuelle Liga                         | Ebene                                 |
| --------------------------------------------- | ----------------------- | ------------------------------- | ------------------------------------- | ------------------------------------- |
| Amasyaspor                                    | 5                       | 1981–1983, 1998–2001            | 2011 aufgelöst                        | 2011 aufgelöst                        |
| Artvin Hopaspor                               | 6                       | 1985/86, 1996–2001              | TFF 3. Lig                            | 4                                     |
| Ayvalıkgücü                                   | 6                       | 1988–1994                       | TFF 3. Lig                            | 4                                     |
| Babaeskispor                                  | 5                       | 1984–1989                       | Kırklareli Süper Amatör Lig           | 6                                     |
| Bartınspor                                    | 3                       | 1987–1990                       | BAL                                   | 5                                     |
| Bayburtspor                                   | 2                       | 1986–1988                       | 2011 aufgelöst                        | 2011 aufgelöst                        |
| Bitlisspor                                    | 2                       | 1987–1989                       | Bitlis Amatör Lig                     | 7                                     |
| Bozüyükspor                                   | 1                       | 1991/92                         | 2015 aufgelöst                        | 2015 aufgelöst                        |
| Bulancakspor                                  | 2                       | 1989/90                         | 2010 aufgelöst                        | 2010 aufgelöst                        |
| Çarşambaspor                                  | 4                       | 1986–1990                       | BAL                                   | 5                                     |
| Ceyhanspor                                    | 3                       | 1981–1984                       | BAL                                   | 5                                     |
| Çorluspor                                     | 9                       | 1986–1989, 1993–1996, 1998–2001 | Tekirdağ Süper Amatör Lig             | 6                                     |
| Erzincanspor                                  | 12                      | 1980–1983, 1985–1990, 1995–1999 | 2010 aufgelöst                        | 2010 aufgelöst                        |
| Seydişehir Eti Alüminyumspor                  | 1                       | 1985/86                         | 2007 aufgelöst                        | 2007 aufgelöst                        |
| Gaziosmanpaşaspor                             | 10                      | 1990–1998, 1999–2001            | Istanbul Süper Amatör Lig             | 6                                     |
| Gölcükspor                                    | 1                       | 1985/86                         | BAL                                   | 5                                     |
| Gönenspor                                     | 2                       | 1990–1992                       | 2006 aufgelöst                        |                                       |
| İnegölspor                                    | 9                       | 1985–1993, 1996/97              | TFF 2. Lig                            | 3                                     |
| Kartalspor                                    | 19                      | 1988–2001, 2007–2013            | Istanbul Süper Amatör Lig             | 6                                     |
| Kırklarelispor                                | 8                       | 1980–1982, 1983–1988, 2000/01   | TFF 2. Lig                            | 3                                     |
| Kırşehirspor                                  | 3                       | 1982–1984, 1986/87              | 1995 aufgelöst                        | 1995 aufgelöst                        |
| Konya Ereğlispor                              | 1                       | 1982/83                         | BAL                                   | 5                                     |
| Küçükçekmecespor bis 1990 Süleymaniye Sirkeci | 5                       | 1982–1985, 1991–1993            | Istanbul Süper Amatör Lig             | 6                                     |
| Kuşadasıspor                                  | 9                       | 1986–1991, 1996–2000            | TFF 3. Lig                            | 4                                     |
| Mardinspor                                    | 11                      | 1980–1986, 1988/89, 2004–2008   | 2015 aufgelöst                        | 2015 aufgelöst                        |
| Menemenspor                                   | 6                       | 1987–1990, 2019–2022            | TFF 2. Lig                            | 3                                     |
| Mudurnuspor bis 1993 Düzce Kervan Doğsanspor  | 5                       | 1985–1987, 1990–1993            | 2017 aufgelöst                        | 2017 aufgelöst                        |
| Muğlaspor                                     | 15                      | 1981–1995, 1996/97              | TFF 3. Lig                            | 4                                     |
| Muşspor                                       | 3                       | 1991–1994                       | 2006 aufgelöst                        | 2006 aufgelöst                        |
| Nevşehirspor                                  | 3                       | 1988–1991                       | 2007 aufgelöst                        | 2007 aufgelöst                        |
| Niğdespor                                     | 3                       | 1987/88, 1989–1991              | 2005 aufgelöst                        | 2005 aufgelöst                        |
| Ödemişspor                                    | 2                       | 1980–1982                       | BAL                                   | 5                                     |
| Osmaniyespor                                  | 2                       | 1985–1987                       | 2007 aufgelöst                        | 2007 aufgelöst                        |
| Polatlıspor                                   | 3                       | 1988–1991                       | BAL                                   | 5                                     |
| Reyhanlıspor                                  | 1                       | 1986/87                         | BAL                                   | 5                                     |
| Silivrispor                                   | 1                       | 1986/87                         | TFF 3. Lig                            | 4                                     |
| Sitespor                                      | 4                       | 1981–1985                       | nicht bekannt                         | nicht bekannt                         |
| Sökespor                                      | 6                       | 1986/87, 1989–1994              | BAL                                   | 5                                     |
| Sönmez Filamentspor                           | 3                       | 1986–1989                       | 2005 aufgelöst                        | 2005 aufgelöst                        |
| Ünyespor seit 2015 Ünye 1957                  | 6                       | 1987/88, 1990–1994, 1996/97     | 2015 mit Ünye Belediyespor fusioniert | 2015 mit Ünye Belediyespor fusioniert |
| Üsküdar Anadolu 1908 SK                       | 10                      | 1981–1987, 1991–1995            | Istanbul Süper Amatör Lig             | 7                                     |
| Uzunköprüspor                                 | 1                       | 1988/89                         | BAL                                   | 5                                     |
| Yalovaspor                                    | 4                       | 1990–1994                       | BAL                                   | 5                                     |
| Yedikule Gençlik SK bis 1961 Yedikule Emniyet | 1                       | 1982/83                         | 2022 aufgelöst                        | 2022 aufgelöst                        |
| Yeni Burdurspor bis 2008 Burdurspor           | 3                       | 1981–1986                       | nicht bekannt                         | nicht bekannt                         |
| Yeni Salihlispor bis 2008 Burdurspor          | 17                      | 1984–2001                       | nicht bekannt                         | nicht bekannt                         |
| Yeşilovaspor                                  | 3                       | 1980–1983                       | Izmir Süper Amatör Lig                | 7                                     |

## Ehemalige Mitglieder der fünfgleisigen TFF 1. Lig (1992/93–2000/01)
(aufgeführt sind hier nur Vereine, die nicht in einer der oberen Tabellen aufgeführt sind)
| Verein                                               | Jahre in der TFF 1. Lig | Jahre in der TFF 1. Lig     | aktuelle Liga          | Ebene          |
| ---------------------------------------------------- | ----------------------- | --------------------------- | ---------------------- | -------------- |
| 72 Batmanspor bis 2009 Batman Belediyespor           | 2                       | 1992/93, 1994/95            | 2013 aufgelöst         | 2013 aufgelöst |
| Adıyamanspor                                         | 7                       | 1993–2000                   | 2022 aufgelöst         | 2022 aufgelöst |
| Ağrıspor                                             | 3                       | 1998–2001                   | 2003 aufgelöst         | 2003 aufgelöst |
| Anadoluhisarı İdman Yurdu                            | 2                       | 1995–1997                   | 2014 aufgelöst         | 2014 aufgelöst |
| Batman Petrolspor                                    | 5                       | 1997–2002                   | TFF 2. Lig             | 3              |
| Belediye Bingölspor bis 2008 Bingölspor              | 1                       | 1996/97                     | 2014 aufgelöst         | 2014 aufgelöst |
| Bergama FK bis 1998 Bergamaspor                      | 1                       | 1995/96                     | TFF 3. Lig             | 4              |
| Beypazarı Belediyespor                               | 1                       | 1995/96                     | nicht bekannt          | nicht bekannt  |
| Darıca Gençlerbirliği                                | 2                       | 1999–2001                   | BAL                    | 5              |
| Fethiyespor                                          | 2                       | 1995/96, 2013/14            | TFF 2. Lig             | 3              |
| Fırat Üniversitesi SK                                | 1                       | 1998/99                     | BAL                    | 5              |
| Gümüşhanespor                                        | 4                       | 1998/99, 2000–2003          | TFF 3. Lig             | 4              |
| Istanbul Güngörenspor bis 2011 Güngören Belediyespor | 4                       | 2000/01, 2008/09, 2010–2012 | 2020 aufgelöst         | 2020 aufgelöst |
| Kemerspor                                            | 4                       | 1994–1998                   | 2010 aufgelöst         | 2010 aufgelöst |
| Kilimli Belediyespor                                 | 1                       | 1998/99                     | Zonguldak Süper Amatör | 6              |
| Marmarisspor                                         | 3                       | 1997–2000                   | Muğla Süper Amatör Lig | 6              |
| Mobellaspor bis 2000 Konya SÜ Endüstrispor           | 2                       | 1999–2001                   | 2003 aufgelöst         | 2003 aufgelöst |
| Nişantaşıspor                                        | 4                       | 1996/97                     | BAL                    | 5              |
| Silifkespor 1994 bis 1996 Mersin Polisgücü           | 2                       | 1994–1996                   | 2003 aufgelöst         | 2003 aufgelöst |
| TKİ Soma Linyitspor                                  | 5                       | 1994–1999                   | BAL                    | 5              |
| Yeni Sincanspor                                      | 2                       | 1993–1995                   | Ankara Amatör Lig      | 7              |

## Ehemalige Mitglieder der eingleisigen TFF 1. Lig (seit 2001/02)
(aufgeführt sind hier nur Vereine, die nicht in einer der oberen Tabellen aufgeführt sind)
| Verein                  | Jahre in der TFF 1. Lig | Jahre in der TFF 1. Lig | aktuelle Liga | Ebene |
| ----------------------- | ----------------------- | ----------------------- | ------------- | ----- |
| 1461 Trabzon            | 3                       | 2012–2014, 2015/16      | TFF 2. Lig    | 3     |
| Afjet Afyonspor         | 1                       | 2018/19                 | TFF 2. Lig    | 3     |
| TKİ Tavşanlı Linyitspor | 4                       | 2010–2014               | BAL           | 5     |
| Tuzlaspor               | 4                       | 2020–2024               | TFF 2. Lig    | 3     |